# Laurentides (montagnes)
Pour les articles homonymes, voir Laurentides.
Les Laurentides sont une large chaîne de montagnes au Québec et à Terre-Neuve-et-Labrador, au Canada, qui s'étend de l'Outaouais jusqu'au Labrador et qui marque le rebord méridional du bouclier canadien.
Les Laurentides font partie de la province géologique de Grenville, socle de roches ignées érodées, qui est l'une des formations géologiques parmi les plus anciennes des régions physiographiques du monde avec le Groenland et l'Australie. Les Laurentides ont fini de se former il y a environ 1 milliard d'années. Cette chaîne de montagnes était à l'époque aussi haute que l'Himalaya actuel.

## Toponymie

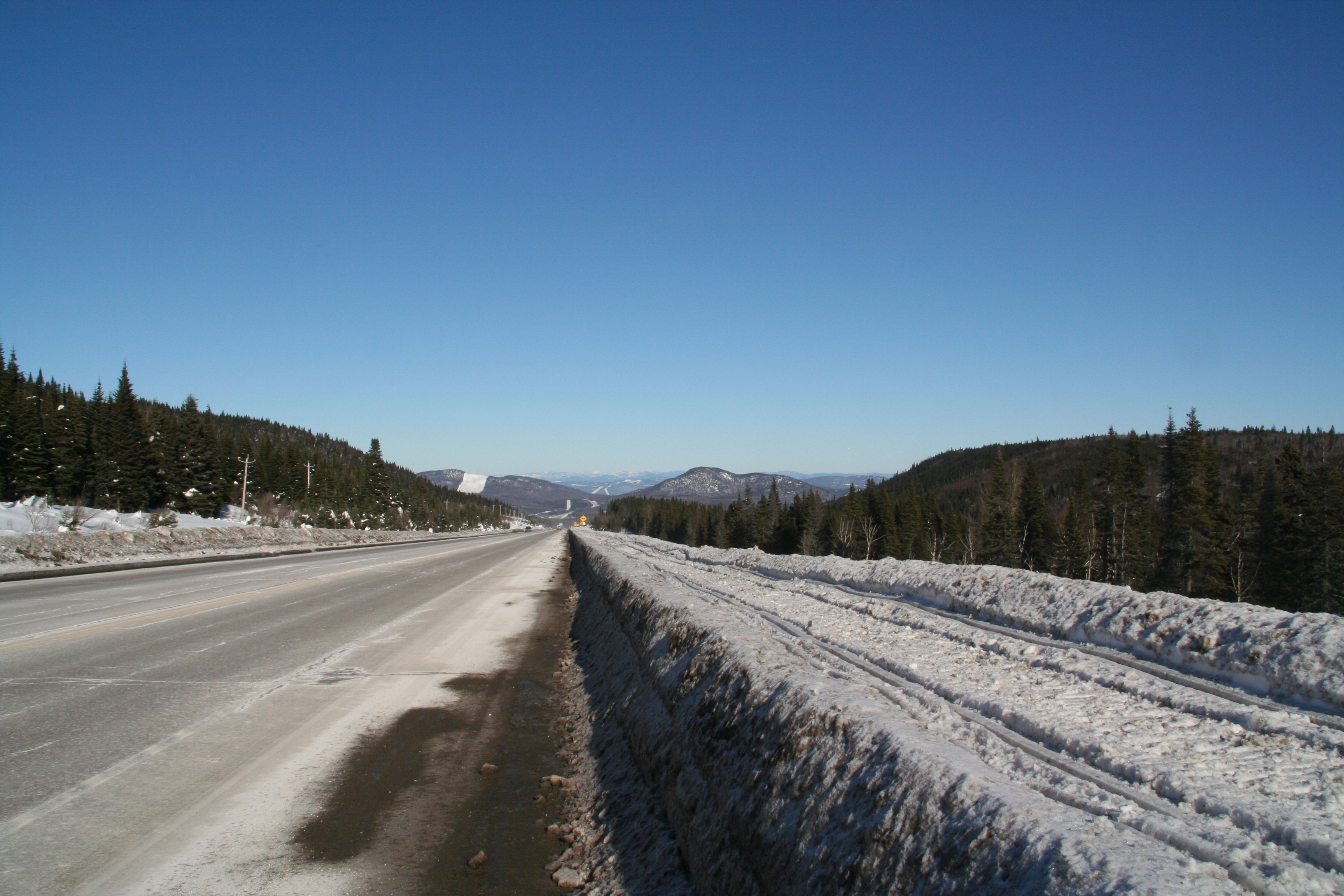
Chaîne montagneuse des Laurentides, Charlevoix, Québec.

Le nom des Laurentides leur a été donné en 1845 par l'historien François-Xavier Garneau dans son Histoire du Canada. Il y écrit : « Cette chaîne n'ayant pas de nom propre et reconnu, nous lui donnons celui de Laurentides qui nous paraît bien adapté à la situation de ces montagnes qui suivent une direction parallèle au fleuve Saint-Laurent. » Avant ce baptême, certaines parties du massif ont porté des noms spécifiques, soit les monts Pirénées, les monts Trinité, les monts Pelés et les Pays d'en Haut. Le nom a été rapidement adopté par le public après sa création et a été réutilisé dans divers toponymes. Par exemple, la ville de Saint-Lin–Laurentides prend le nom de ville des Laurentides en 1883. Au nord de Québec, le parc des Laurentides, désormais réserve faunique des Laurentides, est créé en 1895. Le nom Laurentides sert à désigner une région administrative au nord de Montréal et la municipalité régionale de comté comprenant Mont-Tremblant et Sainte-Agathe-des-Monts.

## Géographie
Les Laurentides constituent au Québec le rebord méridional du bouclier canadien. Elles s’étendent du lac Témiscamingue à l'ouest jusqu'au Labrador à l'est.

### Principales subdivisions
| 1 2 3 4 5 6 |

| No | Massif                        | Région administrative                         | Point culminant      | Altitude | Coordonnées                  |
| -- | ----------------------------- | --------------------------------------------- | -------------------- | -------- | ---------------------------- |
| 1  | Monts Groulx                  | Côte-Nord                                     | Mont Veyrier         | 1 104 m  | 51° 26′ 53″ N, 68° 41′ 16″ O |
| 2  | Montagnes Blanches            | Saguenay–Lac-Saint-Jean et Côte-Nord          | Sommet innomé        | 1 075 m  | 51° 20′ 52″ N, 70° 30′ 28″ O |
| 3  | Monts Valin                   | Saguenay–Lac-Saint-Jean                       | Pic Dubuc            | 984 m    | 48° 36′ 47″ N, 70° 47′ 48″ O |
| 4  | Massif du Lac Jacques-Cartier | Saguenay–Lac-Saint-Jean et Capitale-Nationale | Mont Raoul-Blanchard | 1 166 m  | 47° 18′ 35″ N, 70° 49′ 55″ O |
| 5  | Massif du Mont-Tremblant      | Laurentides et Lanaudière                     | Mont Tremblant       | 932 m    | 46° 14′ 57″ N, 74° 33′ 35″ O |
| 6  | Collines de la Gatineau       | Outaouais                                     | Mont Sainte-Marie    | 560 m    | 45° 55′ 45″ N, 75° 51′ 51″ O |

### Principaux sommets
- Mont Raoul-Blanchard (1 166 m)
- Mont Belle Fontaine (1 151 m)
- Mont de la Québécoise (1 120 m)
- Mont Veyrier (1 104 m)
- Mont François-De Laval (1 082 m)
- Montagne des Érables (1 048 m)
- Pic Dubuc (984 m)
- Mont du Lac des Cygnes (980 m)
- Mont Tremblant (932 m)
- Mont Le Carcan (883 m)
- Mont Sainte-Anne (803 m)
- Mont Sir-Wilfrid (783 m)
- Montagne du Caribou (440 m)

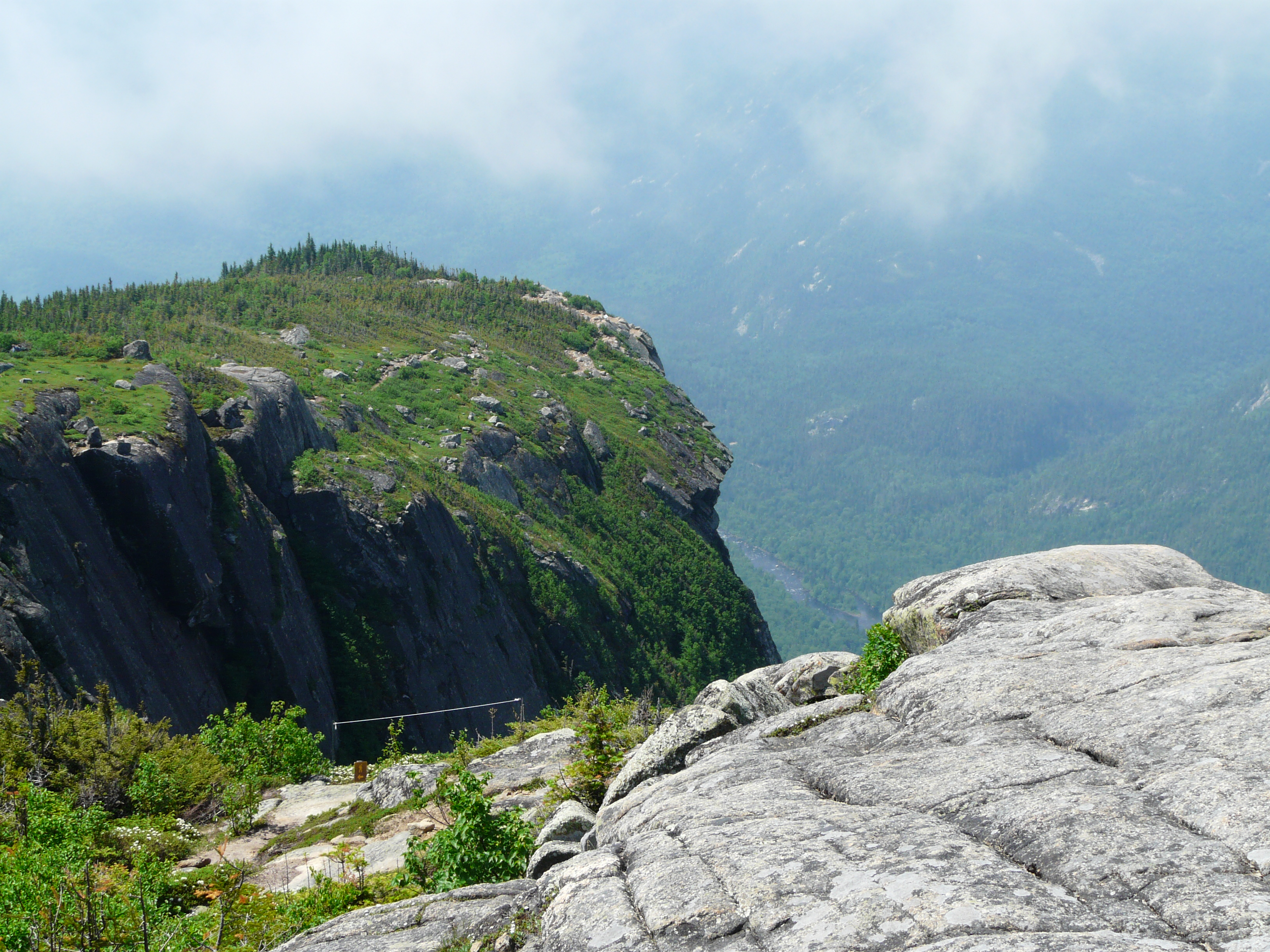
Acropole des Draveurs.
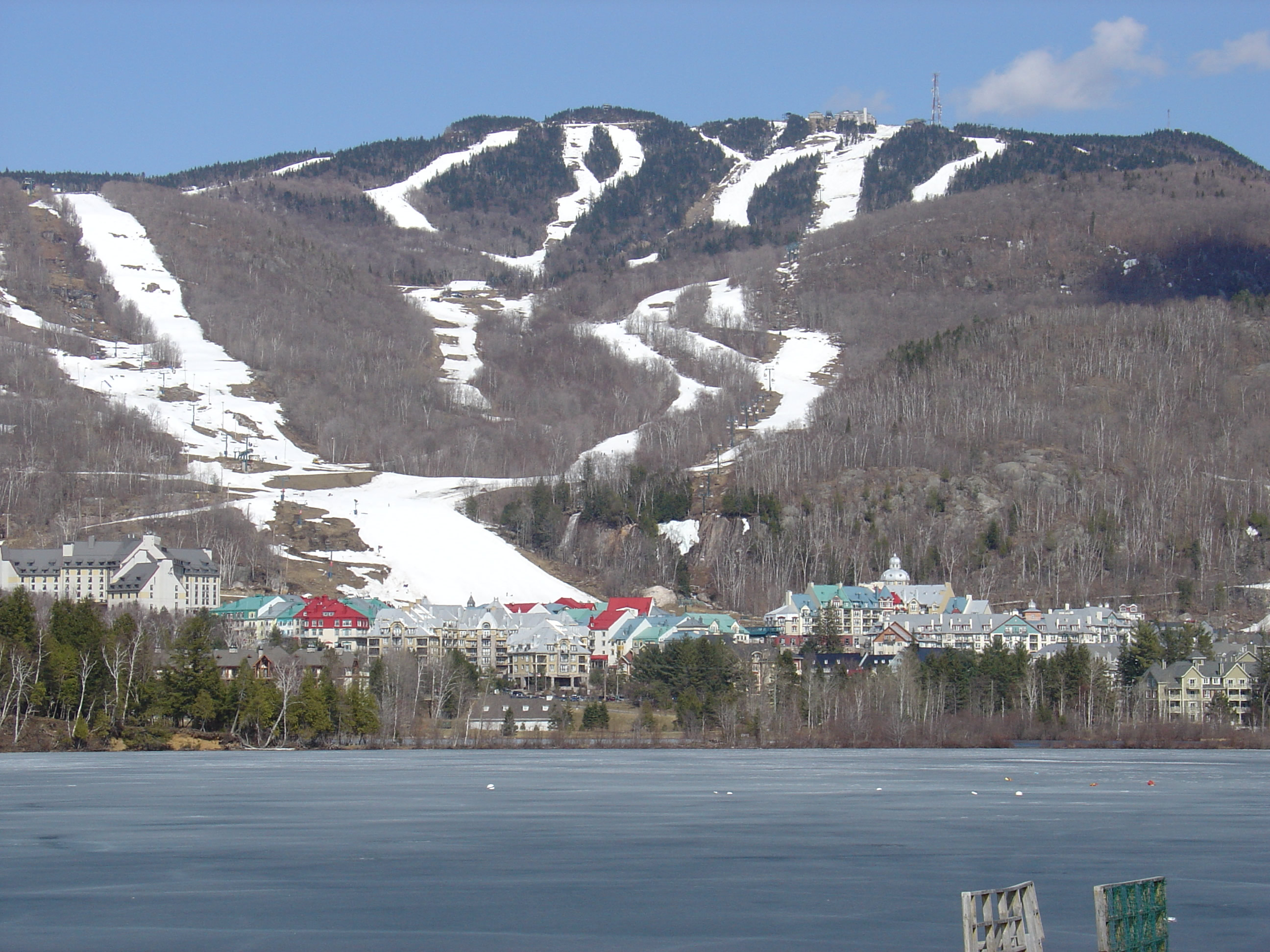
Mont Tremblant.
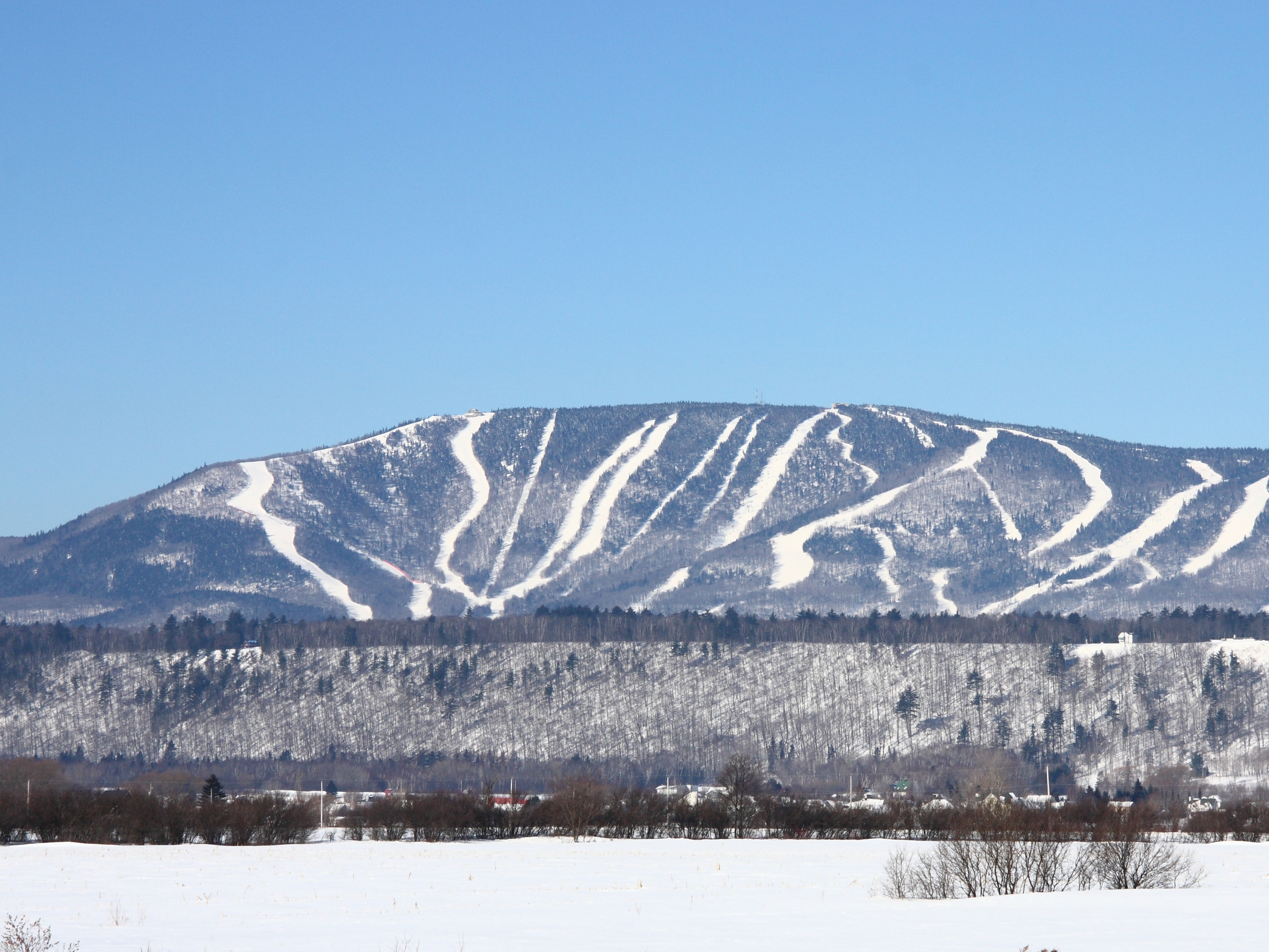
Mont Sainte-Anne.
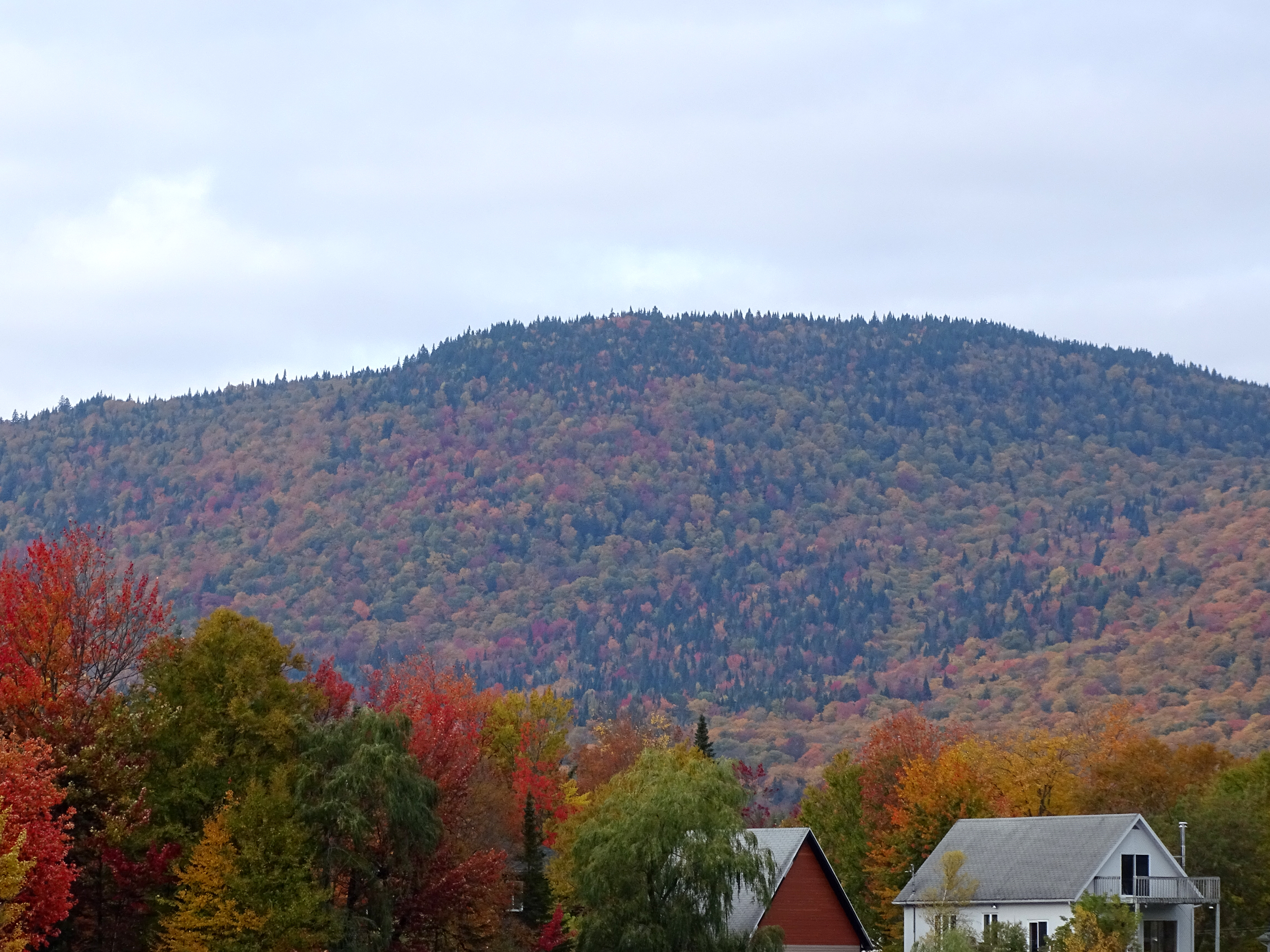
Mont Triquet.
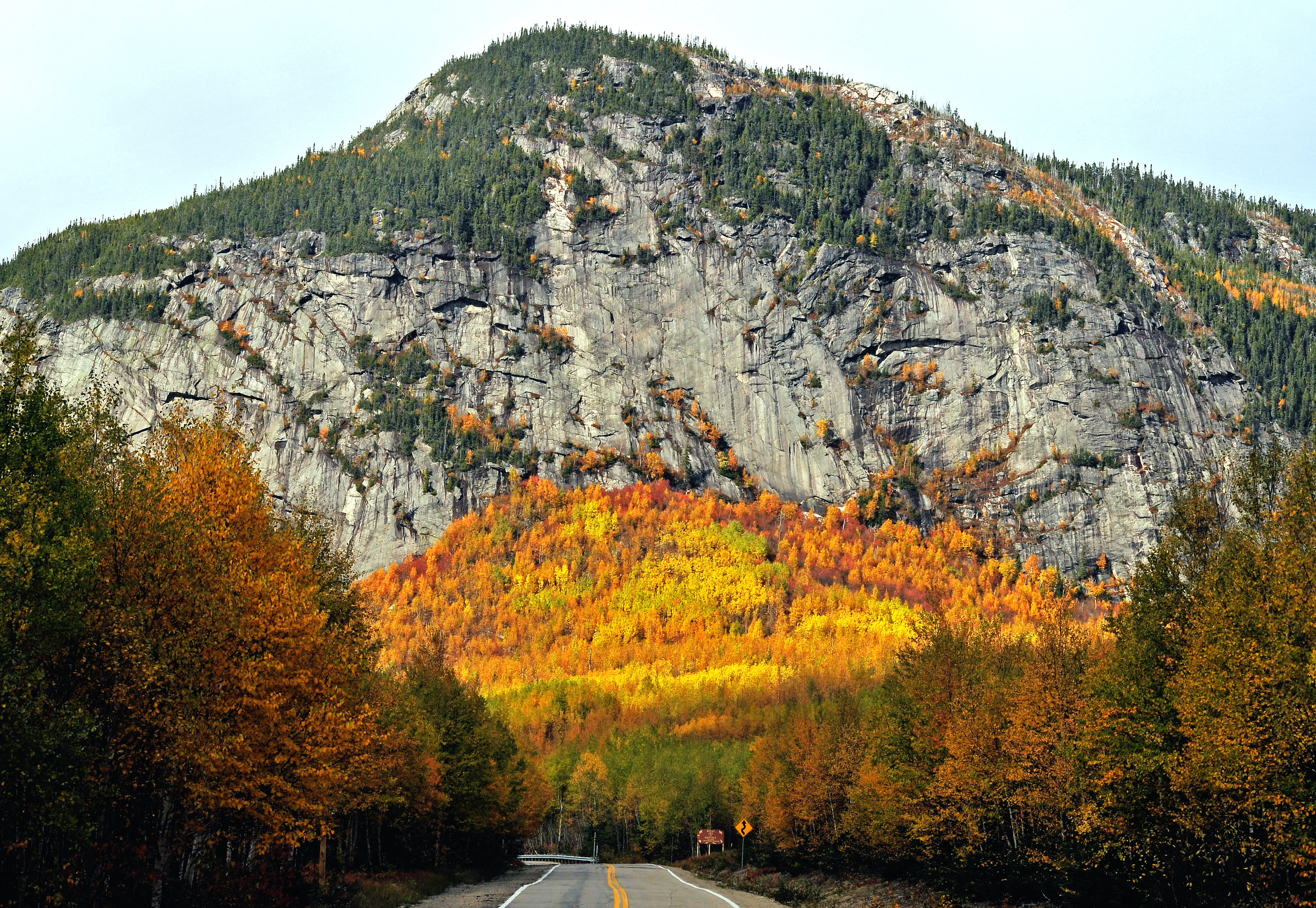
Mont du Dôme.
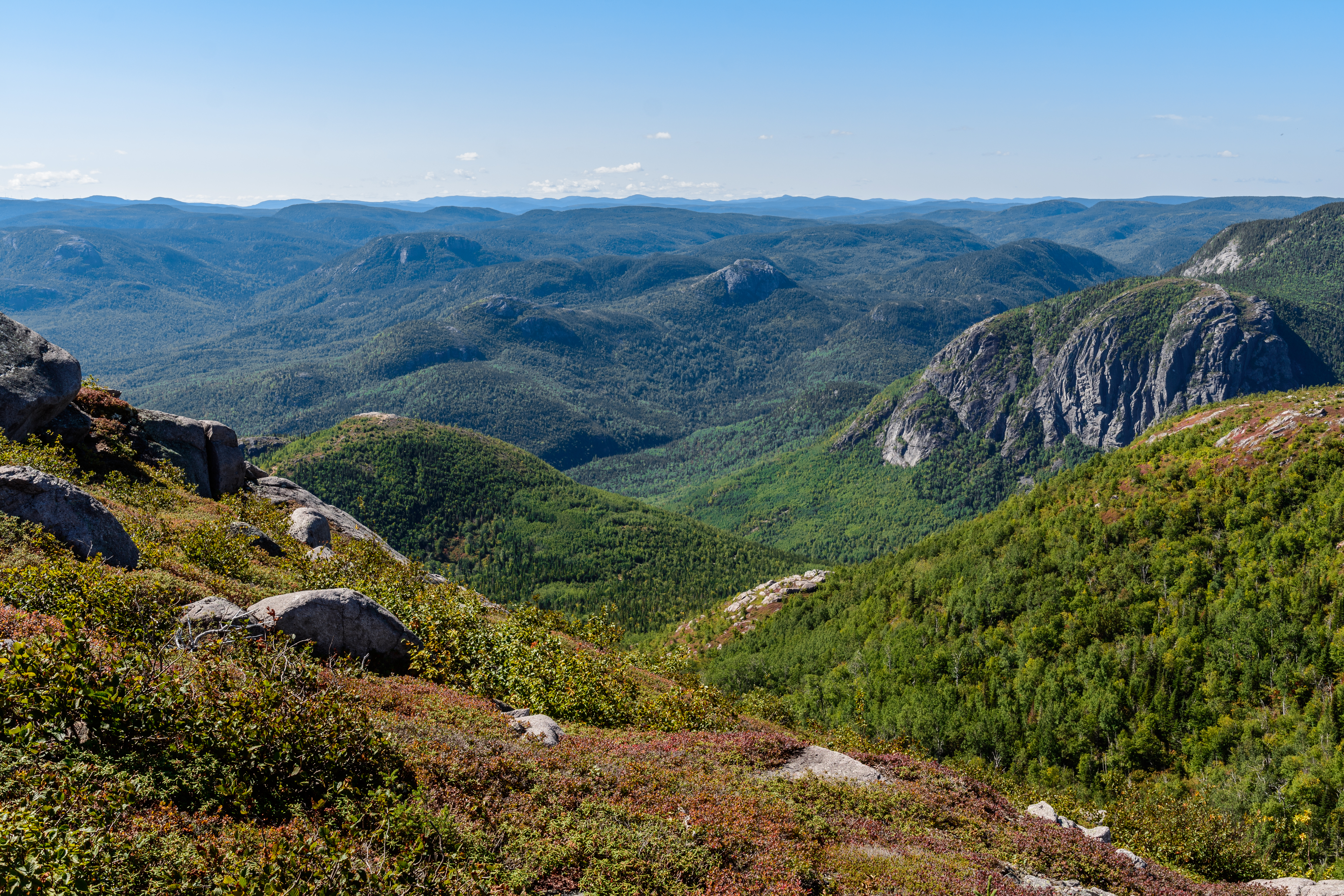
Les Laurentides vues depuis le parc national des Grands-Jardins.
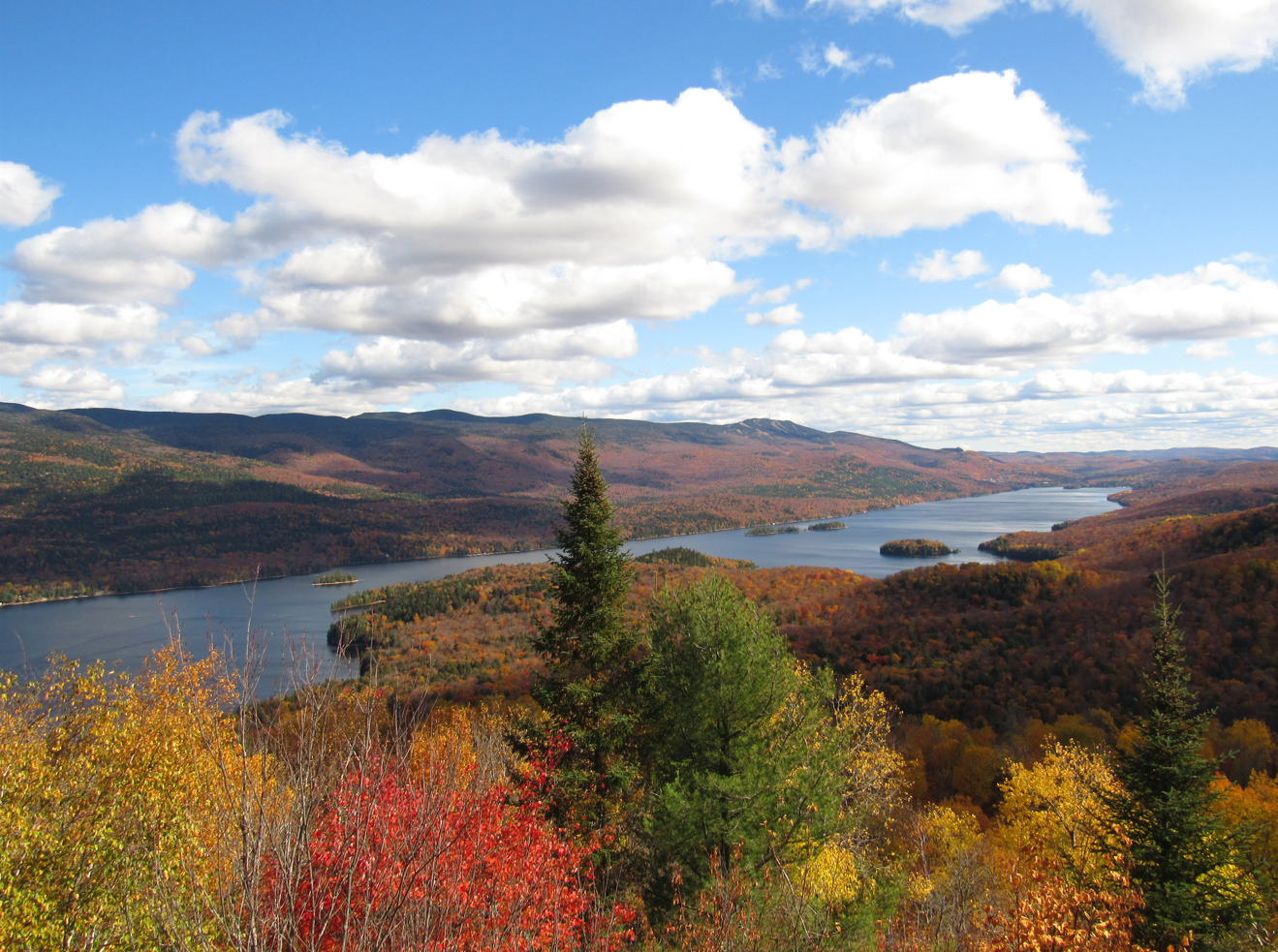
Mont Tremblant et lac du même nom à ses pieds, dans la portion sud de la chaîne des Laurentides.
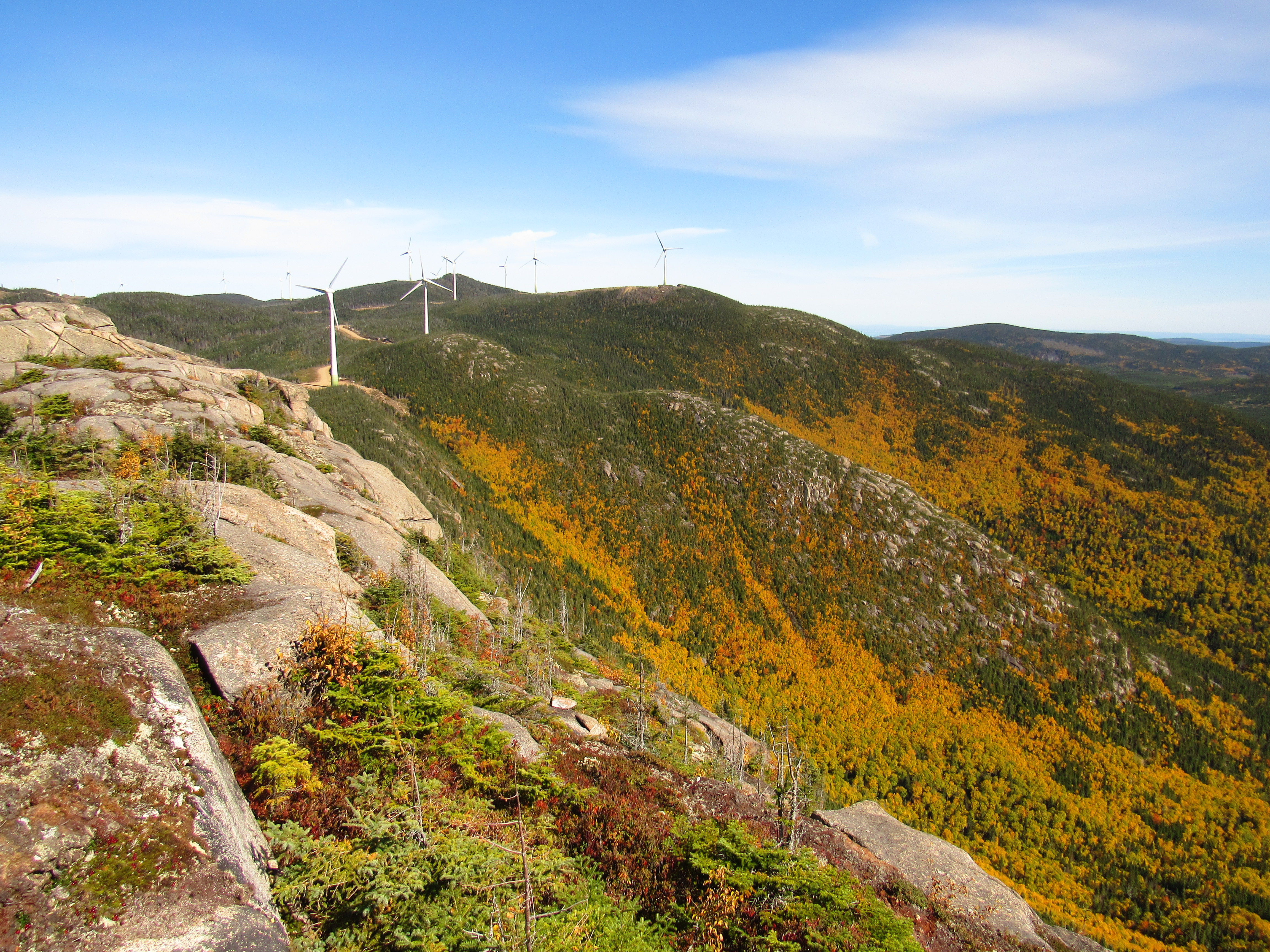
Mont Raoul-Blanchard, le sommet des Laurentides.